# Marka (Oslo)

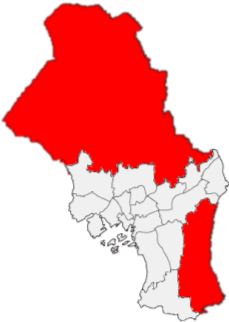
Marka umschließt die 15 Stadtteile und Sentrum

Marka ist der Name der bewaldeten und hügeligen Gebiete rund um Oslo. Oslomarka hat eine Fläche von ca. 1700 km² und liegt auf dem Gebiet von 17 Kommunen in den Fylker Oslo, Innlandet, Akershus, Buskerud und Østfold. Etwa 310 km² liegen innerhalb der Stadtgrenzen von Oslo. Der Rest verteilt sich auf die Kommunen Asker, Bærum, Nittedal, Nannestad, Gjerdrum, Lillestrøm, Lørenskog, Rælingen, Enebakk, Nordre Follo, Lier, Hole, Ringerike, Jevnaker, Lunner und Hobøl.

## Geschichte
Im Jahr 2009 wurde ein eigenes Gesetz für die Marka verabschiedet, das sogenannte Markaloven (Gesetz über Naturgebiete in Oslo und den umliegenden Gemeinden). Es legt die Grenzen des Gebiets genauer fest, um somit die besonders zu schützende Landschaft abzugrenzen.

## Aufteilung

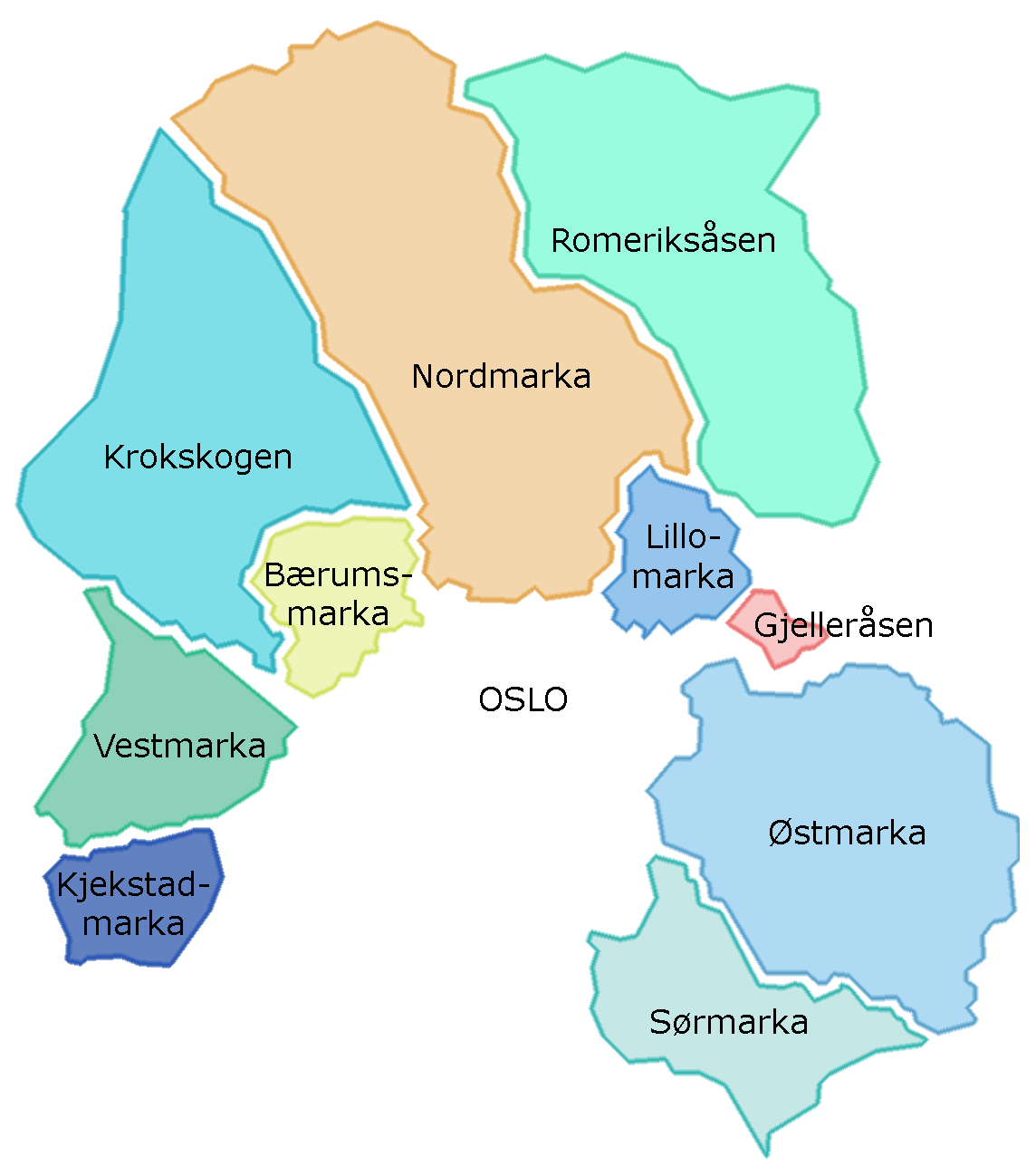
Übersicht über die Teilgebiete der Marka (Es fehlt Vardåsmarka).

Durch das Markaloven wurde Marka in elf Gebiete eingeteilt:
- Kjekstadmarka
- Vardåsmarka
- Vestmarka
- Krokskogen
- Bærumsmarka
- Nordmarka
- Lillomarka
- Romeriksåsene
- Gjelleråsmarka
- Østmarka
- Sørmarka

## Natur
Die Marka hat viele kleine und hügelige Waldflächen, in denen sich viele große und kleine Seen befinden. Es wird vielerorts intensive Forstwirtschaft betrieben und einige der Gewässer dienen als Trinkwasserquellen für die Region um Oslo. Es sind nur kleine Gebiete der Marka besonders geschützt. Besonders zu nennen ist das Naturschutzgebiet Spålen-Katnosa, welches im Jahr 1995 nach mehr als 20 Jahren Diskussion unter Schutz gestellt wurde. Es umfasst 18,2 km² und beinhaltet einige der letzten Reste unberührter Natur in diesem Gebiet. Es existieren auch noch kleinere geschützte Gebiete in der Østmarka und Bærum. Obwohl das Gebiet stark touristisch genutzt wird, gibt es in einigen Teilen unter anderem noch Luchse, Biber, Elche und Hirsche.